# Хирів (станція)
Хи́рів — вузлова, прикордонна залізнична станція 4-го класу Львівської дирекції Львівської залізниці на перетині ліній Самбір (31 км) — Стар'ява (8 км) та Нижанковичі (23 км) — Хирів. Розташована в місті Хирів Самбірського району Львівської області, за 41 км від станції Перемишль-Головний (Польща) та 112 км від станції Стрий.
На станції діє пункт контролю Хирів — Коростенко на кордоні з Польщею.

## Історія
Станція та залізничний вокзал у Хирові були відкриті завдяки прокладенню у 1870 році Першої угорсько-галицької та Дністрянської залізниці. Станція спроєктована як важливий пересадковий залізничний вузол. Майже в центрі міста був зведений великий, як для маленького Хирова, вокзал, щоб подорожні могли тут зупинятись на нічліг. Будинок вокзалу зазнав руйнувань під час Першої та Другої світових воєн, проте вцілів і був відбудований. Нинв будівля вокзалу зберіглася у задовільному стані та є окрасою міста Хирова.
У перспективі планується відновити дільницю Мальховіце — Нижанковичі на українсько-польському державному кордоні 
(ця дільниця не експлуатується з 1995 року) в складі залізничної лінії Перемишль —Хирів. З боку Польщі відновленню підлягало 12 км між Перемишлем та Мальховіце, що збереглися у непоганому стані. За попередніми оцінками, проєкт коштував 25 млн злотих (~178,3 млн гривень).
Передбачалося реалізувати проєкт до кінця 2022 року. Міністерство інфраструктури України водночас здійснювало переговори щодо будівництва з польським відомством. Відновлення залізничної колії дозволить сполучити західні області України зі східною частиною Польщі. Попередньо передбачено, що маршрут пролягатиме від Перемишля через Нижанковичі до Хирова, далі — через Смольницю до Устриків-Долишніх та Загір'я.
У 2021 році польські волонтери вирішили власноруч розчистити територію на своїй частині. Територією України проходить майже 40 км залізничної лінії.
17 лютого 2023 року «Укрзалізниця» реалізувала черговий проєкт з розвитку залізничного сполучення з країнами Європейського Союзу: завершено реконструкцію «Лінії 102» — двох дільниць, які з Хирова (Львівщина) ведуть до Польщі, а також відновлена інфраструктура дільниці Хирів — Самбір. На виконання всіх інфраструктурних робіт залізничникам знадобилося менше року, в результаті відремонтовано: 68,3 км колій, 10 мостів, 4 пасажирські платформи, 9 будівель та споруд технологічного призначення, вокзали в Хирові, Нижанковичах та Старжаві. Завдяки чому, це надасть скорочення у 5 разів відстані подорожі від прикордонного міста Кросценко до Перемишля, поновлення пасажирського залізничного сполучення Варшава — Загуж, Устшикі Дольне — Хирів, Ясло — Хирів, рух через станцію Хирів стане найшвидшим залізничним сполученням між декількома повітами польського Підкарпатського воєводства.

## Пасажирське сполучення

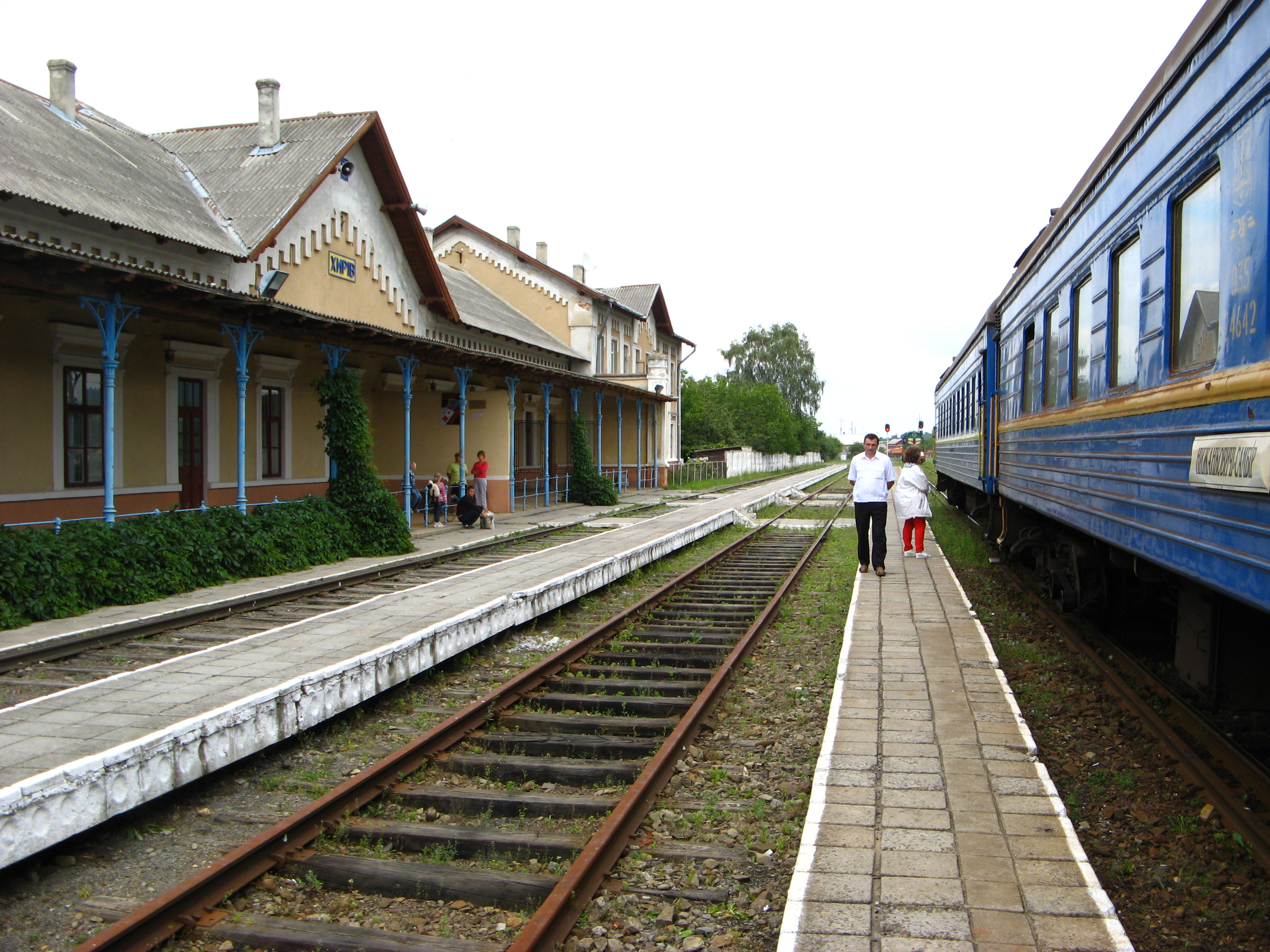
Приміський поїзд на станції Хирів

Станція Хирів від самого початку була важливим залізничним вузлом, особливо до Першої світової війни. Проте за часів СРСР та незалежної України вона втратила своє стратегічне значення. На станції здійснюються не лише вантажні перевезення. У перспективі відновлення колишньої слави станції Хирів зможуть майбутні туристичні маршрути або активне залізничне сполучення в цьому регіоні між Польщею та Україною.
Через асоціацію з Європейським Союзом, отримання Україною безвізу, зростання туристів та трудової міграції, бізнес- та транскордонне співробітництво, що викликало величезне навантаження на всі пункти пропуску на західному кордоні України з Європейським Союзом, «Укрзалізниця» планує запустити ще одне залізничне сполучення з Польщею між двома населеними пунктами – містами Хирів (Львівська область) та Загір'я (Загуж) (Підкарпатське воєводство).
З 18 березня 2020 року пасажирське сполучення було припинене.
20 травня 2024 року відновлено рух приміських поїздів сполученням Самбір — Нижанковичі / Стар'ява.

## Галерея

Вокзал станції Хирів
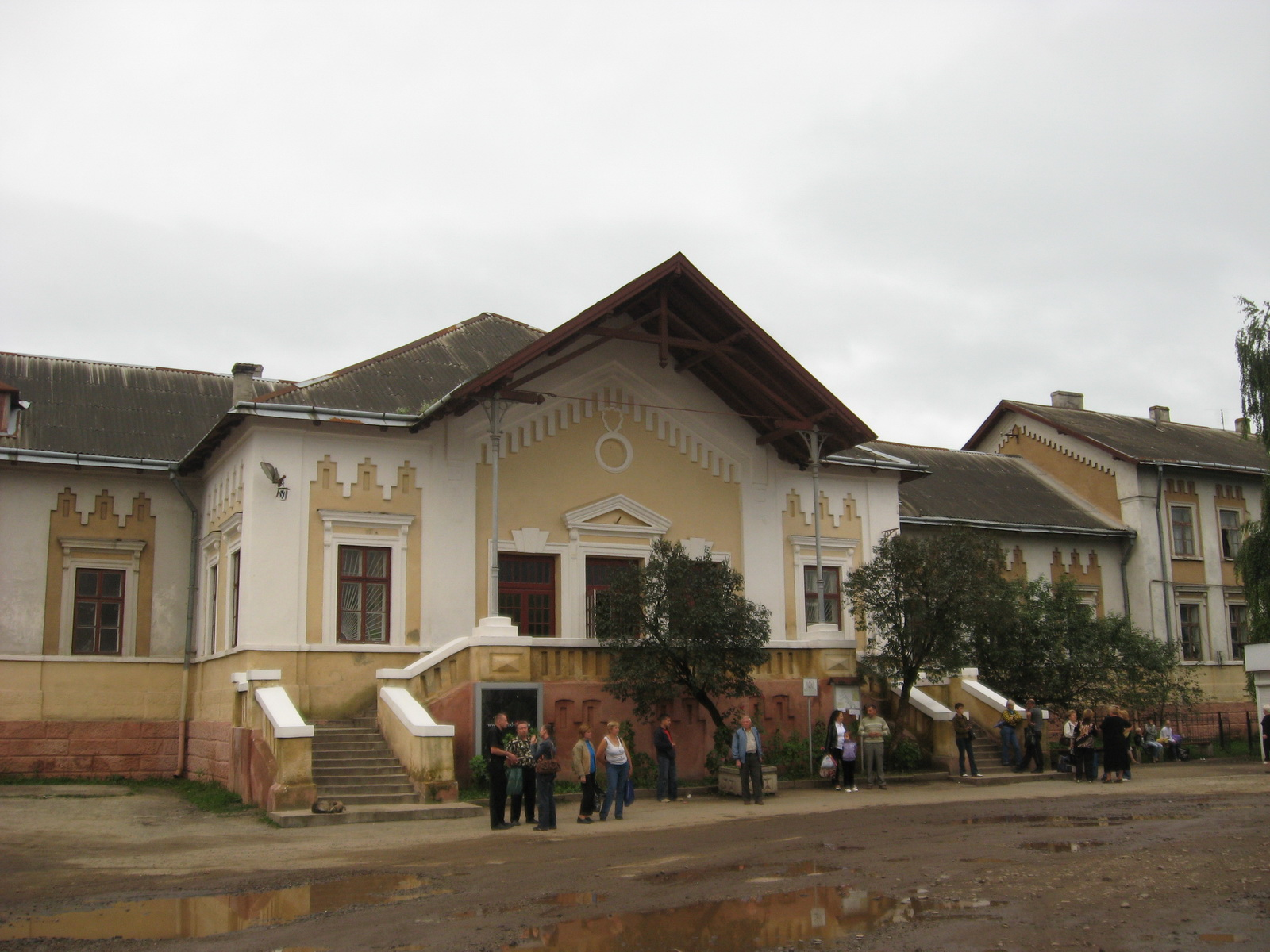
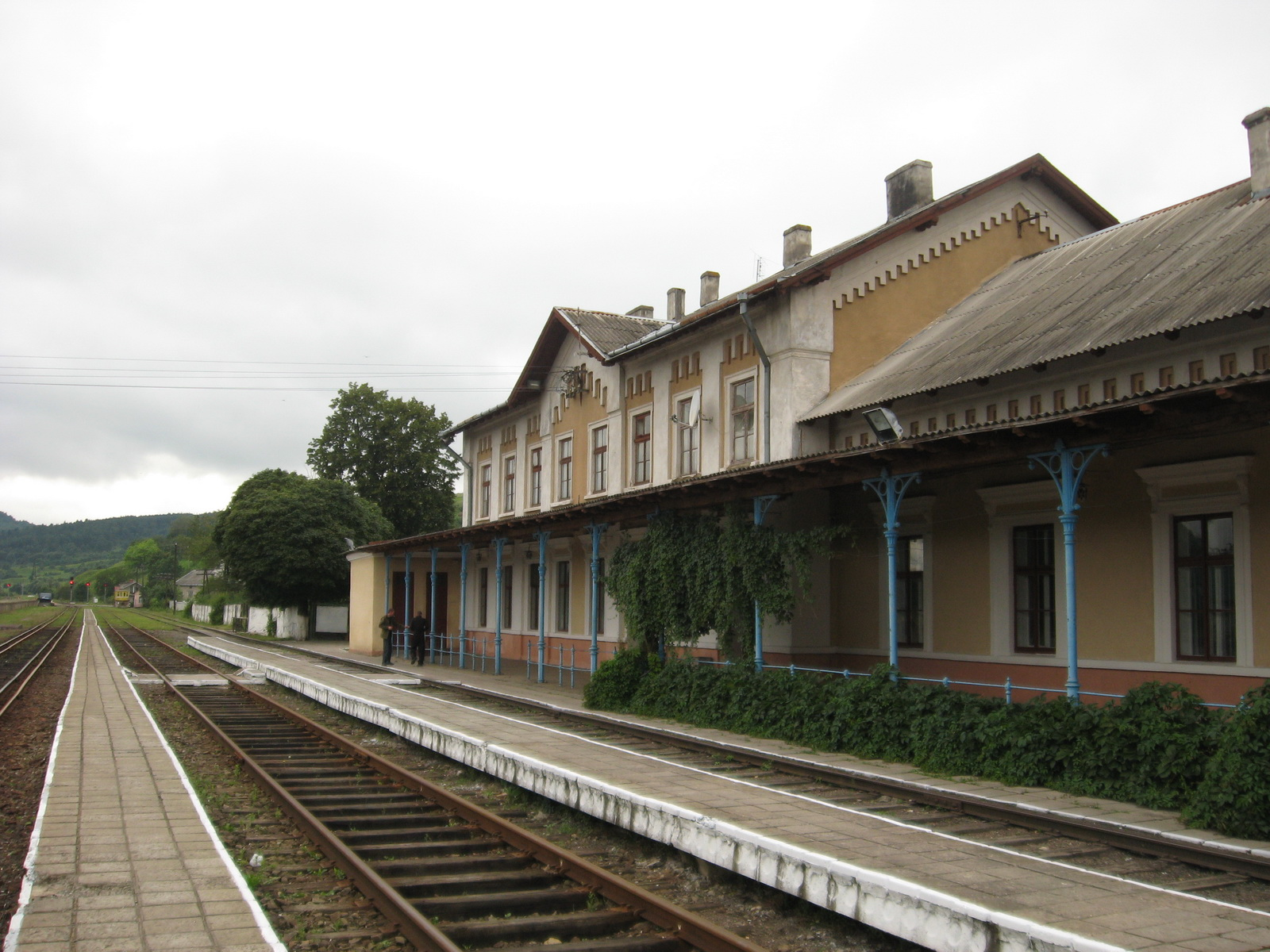
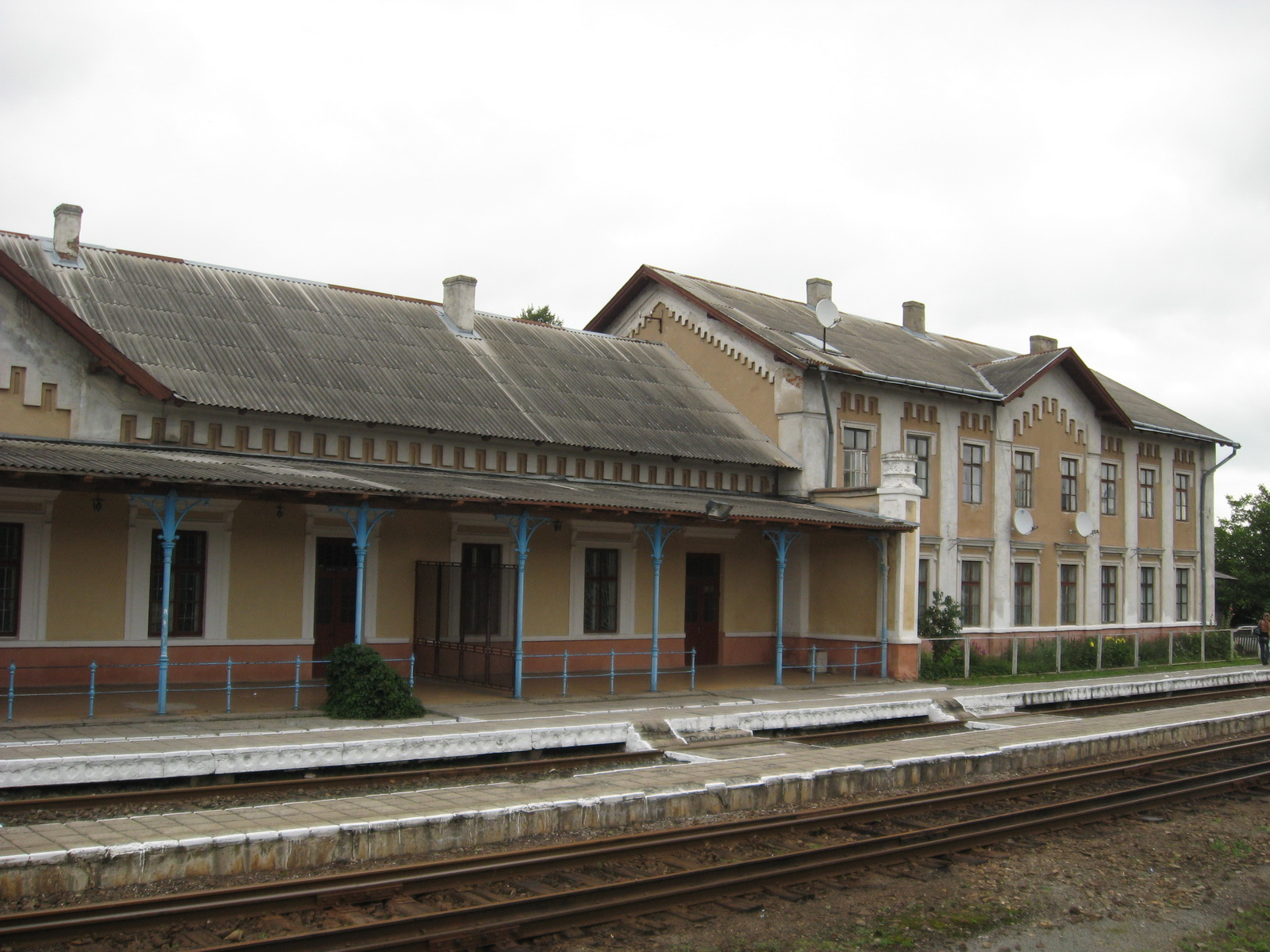
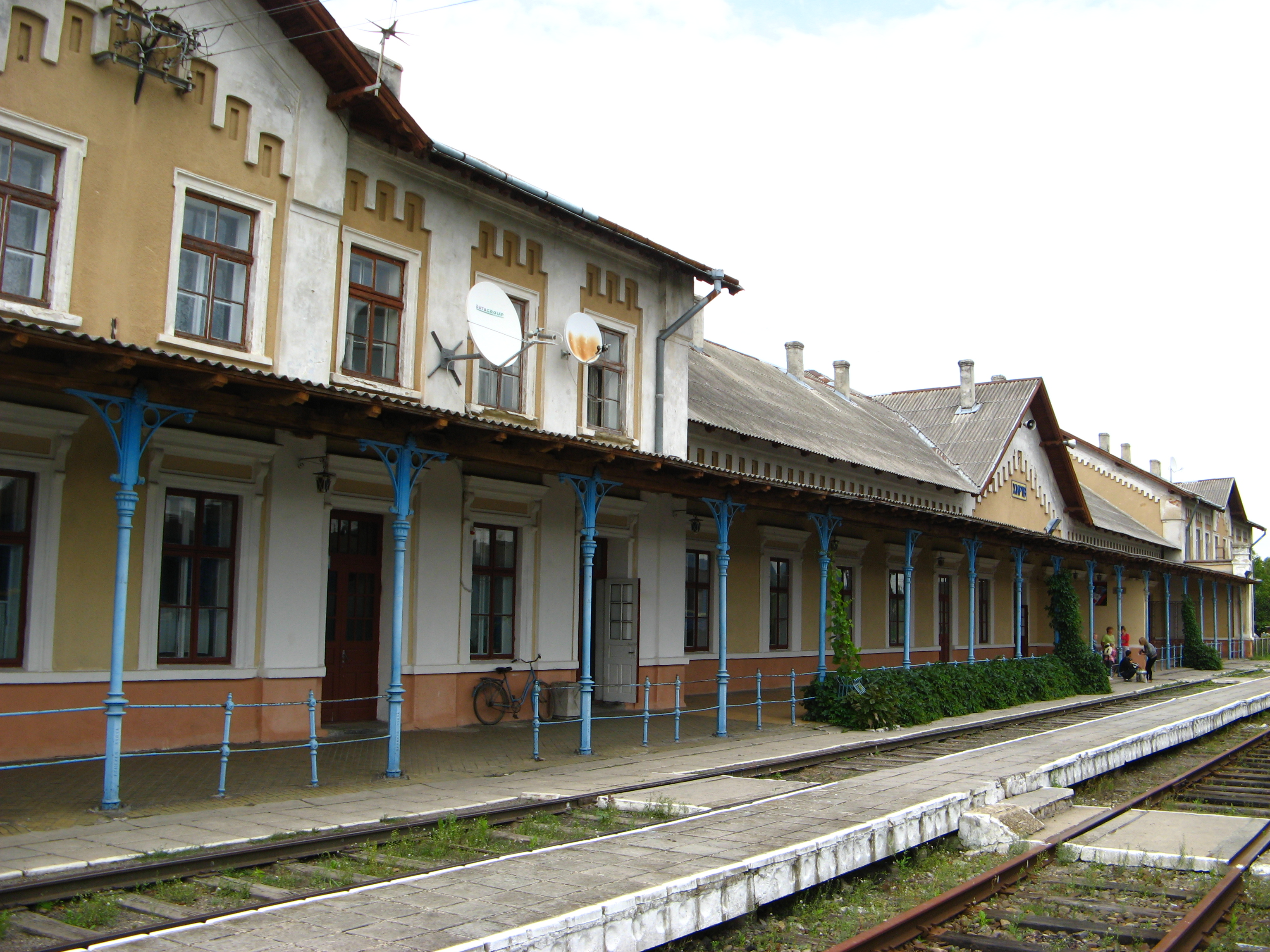